# Wallpaper Engine
Wallpaper Engine — приложение для Windows и Android, которое позволяет пользователям создавать и использовать анимированные и интерактивные обои. Обои создаются пользователями и распространяются через мастерскую Steam. Программа оснащена собственным движком рендеринга и предоставляет редактор обоев, позволяющий создавать двумерные и трёхмерные обои. При создании обоев доступны редактор системы частиц и форк JavaScript под названием SceneScript. Приложение также поддерживает установку видеофайлов, аудиофайлов, веб-страниц и некоторых 3D-приложений в качестве обоев.

## История
Продукт был добавлен в Steam Greenlight в декабре 2015 года. В октябре 2016 года приложение было выпущено в ранний доступ и стало доступно для покупки в Steam. В ноябре 2018 года программа вышла из раннего доступа спустя три года разработки.
Wallpaper Engine является одним из самых популярных продуктов в Steam. Летом 2018 года, благодаря уязвимости в защите Steam Web API, стало известно, что точное количество пользователей сервиса Steam, которые запускали приложение хотя бы один раз, составляет 5 279 723 человека. Wallpaper Engine входило в топ-25 продуктов Steam в июле 2019 года и в топ-10 в ноябре 2021 года.

## Мастерская Steam
На данный момент в мастерской приложения имеется более 1,5 миллиона различных пользовательских работ.